# Nu så kommer julen
"Nu så kommer julen, nu är julen här", med titeln Julvisa, är en text av Zacharias Topelius publicerad 1857.  Texten har tonsatts flera gånger. Den tidigaste är av Richard Norén från 1875.

## Tonsättningar
- Richard Norén (1847-1922), publicerad 1875.[2]
- Alice Tegnér, publicerad 1895 i Sjung med oss, Mamma!, häfte 3.
- Gustaf Stolpe, okänt år.[1]
- Cid Smedberg, okänt år (ca 1900).[1]
- Jean Sibelius, komponerad 1913.[1]
- Ellen Heijkorn, publicerad 1920.[3]
- N. Herman, okänd, okänt år.[1]

Sången sjungs i filmen "Sagan om Karl-Bertil Jonssons julafton", till Heijkorns musik. Kjell Höglund har använt refrängen i sången Anonym.

## Inspelningar
En tidig inspelning gjordes av Inga Berentz i Stockholm i september 1909.

### Fotnoter
1. 1 2 3 4 5  Jan Kronholm (23 december 2010). ”Nu så kommer julen, nu är julen här...”. Nya Åland. Arkiverad från originalet den 21 augusti 2014. https://web.archive.org/web/20140821203052/http://www.nyan.ax/kultur_noje/?news_id=58952. Läst 24 december 2010.
2. ↑  ”Bibliografi över Topelius böcker för barn”. Svenska litteratursällskapet i Finland – Zacharias Topelius skrifter. Arkiverad från originalet den 21 augusti 2014. https://web.archive.org/web/20140821071139/http://www.sls.fi/topelius/index.php?docid=43. Läst 24 december 2010.
3. ↑  Heikorn, Ellen; Topelius Zacharias (1920). Julvisa. Stockholm: Elkan & Schildknecht. Libris 3250182
4. ↑  ”Julvisa”. Svensk mediedatabas. 25 februari 1909. http://smdb.kb.se/catalog/id/002034672. Läst 18 maj 2011.